# Brachystelma crispum
Brachystelma crispum là một loài thực vật có hoa trong họ La bố ma. Loài này được Graham mô tả khoa học đầu tiên năm 1830.